# Noir (bande dessinée)
 (juin 2016).
Si vous disposez d'ouvrages ou d'articles de référence ou si vous connaissez des sites web de qualité traitant du thème abordé ici, merci de compléter l'article en donnant les références utiles à sa vérifiabilité et en les liant à la section « Notes et références ».
Pour les articles homonymes, voir Noir (homonymie).
Noir est une bande dessinée en noir et blanc réalisée par Baru en 2009 et publiée aux Éditions Casterman dans la collection Écritures.

## Résumé
Cet album est un recueil de trois récits réalisés entre 1995 et 1998.
- Bonne année 2016

Cette nouvelle raconte l'histoire de Kent, un jeune de banlieue qui veut aller faire la fête le soir du nouvel an 2016.
Mais il est impossible de trouver de l'essence et les centres-villes sont strictement interdits aux résidents des cités sur ordre du président Sarkozy. Il devra donc se débrouiller.
- Bonne année 2047

Dans cette nouvelle qui se passe en 2047, Nicolas Sarkozy est devenu président à vie. Les forces de l'ordre empêchent quiconque de sortir des banlieues, entourées de miradors, et devenues des territoires à part.
Le SIDA s'est largement répandu, et les préservatifs sont rares et chers. Kad, Naïma, Greg, Mo' et Sonia ont quand même envie de s'amuser. Les policiers et autres snipers aussi.
- Ballade irlandaise

Cette nouvelle est une variation sur Roméo et Juliette sur fond de conflit nord-irlandais.

## Publication
- Noir, Bruxelles/Paris, Casterman, coll. « Écritures », 2009, 144 p. (ISBN 978-2-203-01970-6)[1]